# Шадне
Шадне (фр. Chadenet) насеље је и општина у јужној Француској у региону Лангдок-Русијон, у департману Лозер која припада префектури Манд.
По подацима из 2011. године у општини је живело 111 становника, а густина насељености је износила 8,56 становника/km². Општина се простире на површини од 12,96 km². Налази се на средњој надморској висини од 882 метара (максималној 1.345 m, а минималној 859 m).

## Демографија
| 1962. | 1968. | 1975. | 1982. | 1990. | 1999. | 2011. |
| ----- | ----- | ----- | ----- | ----- | ----- | ----- |
| 127   | 101   | 83    | 103   | 100   | 97    | 111   |

График промене броја становника у току последњих година